# Ocotea oppositifolia
Ocotea oppositifolia är en lagerväxtart som beskrevs av S. Yasuda. Ocotea oppositifolia ingår i släktet Ocotea och familjen lagerväxter. Inga underarter finns listade i Catalogue of Life.